# Byron Zappas
Byron Zappas (Atene, 6 dicembre 1927 – Atene, 5 gennaio 2008) è stato un compositore di scacchi greco.
Laureato in economia presso l'Università di Atene, seguì un corso di perfezionamento in contabilità aziendale presso la London School of Economics. Nel 1960 si trasferì a Cipro, dove lavorò come insegnante in una scuola cipriota. Negli anni '70 tornò ad Atene, dove diventò professore di contabilità aziendale presso la Università tecnica nazionale di Atene, carica che mantenne fino al pensionamento. 
Nel 1988 la PCCC lo nominò Giudice internazionale della composizione e nel 1993 fu il primo greco a ricevere il titolo di Grande Maestro della composizione.
Con l'aiuto della Federazione scacchistica greca fondò L'Associazione greca per la composizione scacchistica. La sua influenza fu determinante per far entrare la Grecia, nei primi anni '80, nella PCCC (Permanent Commission for Chess Composition). Fu il delegato della Grecia ai congressi PCCC per 25 anni, e nel 2006 fu nominato membro onorario.
Ha composto circa 500 problemi, ottenendo circa 100 primi premi e 200 altri premi. Negli Album FIDE 1977-79, 1983-85 e 1986-88 è stato il compositore con il maggior numero di punti nella sezione due mosse.
Zappas è stato anche un forte giocatore a tavolino: negli anni '60, quando viveva a Cipro, vinse tre volte il campionato dell'isola. Con la nazionale cipriota partecipò alle olimpiadi degli scacchi di Tel Aviv 1964, ottenendo 3,5 punti in 9 partite.

## Problemi di esempio
|   | a | b | c | d | e | f | g | h |   |
| 8 | e8 torre del nero · g8 alfiere del nero · h8 donna del bianco · a7 alfiere del bianco · b7 pedone del nero · d7 cavallo del bianco · e7 pedone del nero · a6 torre del bianco · c6 pedone del bianco · d6 pedone del nero · d5 re del nero · f5 alfiere del bianco · g5 pedone del nero · b4 pedone del nero · d4 pedone del bianco · g4 torre del bianco · h4 pedone del nero · a3 cavallo del nero · b3 pedone del bianco · d3 cavallo del bianco · d2 alfiere del nero · e2 re del bianco | e8 torre del nero · g8 alfiere del nero · h8 donna del bianco · a7 alfiere del bianco · b7 pedone del nero · d7 cavallo del bianco · e7 pedone del nero · a6 torre del bianco · c6 pedone del bianco · d6 pedone del nero · d5 re del nero · f5 alfiere del bianco · g5 pedone del nero · b4 pedone del nero · d4 pedone del bianco · g4 torre del bianco · h4 pedone del nero · a3 cavallo del nero · b3 pedone del bianco · d3 cavallo del bianco · d2 alfiere del nero · e2 re del bianco | e8 torre del nero · g8 alfiere del nero · h8 donna del bianco · a7 alfiere del bianco · b7 pedone del nero · d7 cavallo del bianco · e7 pedone del nero · a6 torre del bianco · c6 pedone del bianco · d6 pedone del nero · d5 re del nero · f5 alfiere del bianco · g5 pedone del nero · b4 pedone del nero · d4 pedone del bianco · g4 torre del bianco · h4 pedone del nero · a3 cavallo del nero · b3 pedone del bianco · d3 cavallo del bianco · d2 alfiere del nero · e2 re del bianco | e8 torre del nero · g8 alfiere del nero · h8 donna del bianco · a7 alfiere del bianco · b7 pedone del nero · d7 cavallo del bianco · e7 pedone del nero · a6 torre del bianco · c6 pedone del bianco · d6 pedone del nero · d5 re del nero · f5 alfiere del bianco · g5 pedone del nero · b4 pedone del nero · d4 pedone del bianco · g4 torre del bianco · h4 pedone del nero · a3 cavallo del nero · b3 pedone del bianco · d3 cavallo del bianco · d2 alfiere del nero · e2 re del bianco | e8 torre del nero · g8 alfiere del nero · h8 donna del bianco · a7 alfiere del bianco · b7 pedone del nero · d7 cavallo del bianco · e7 pedone del nero · a6 torre del bianco · c6 pedone del bianco · d6 pedone del nero · d5 re del nero · f5 alfiere del bianco · g5 pedone del nero · b4 pedone del nero · d4 pedone del bianco · g4 torre del bianco · h4 pedone del nero · a3 cavallo del nero · b3 pedone del bianco · d3 cavallo del bianco · d2 alfiere del nero · e2 re del bianco | e8 torre del nero · g8 alfiere del nero · h8 donna del bianco · a7 alfiere del bianco · b7 pedone del nero · d7 cavallo del bianco · e7 pedone del nero · a6 torre del bianco · c6 pedone del bianco · d6 pedone del nero · d5 re del nero · f5 alfiere del bianco · g5 pedone del nero · b4 pedone del nero · d4 pedone del bianco · g4 torre del bianco · h4 pedone del nero · a3 cavallo del nero · b3 pedone del bianco · d3 cavallo del bianco · d2 alfiere del nero · e2 re del bianco | e8 torre del nero · g8 alfiere del nero · h8 donna del bianco · a7 alfiere del bianco · b7 pedone del nero · d7 cavallo del bianco · e7 pedone del nero · a6 torre del bianco · c6 pedone del bianco · d6 pedone del nero · d5 re del nero · f5 alfiere del bianco · g5 pedone del nero · b4 pedone del nero · d4 pedone del bianco · g4 torre del bianco · h4 pedone del nero · a3 cavallo del nero · b3 pedone del bianco · d3 cavallo del bianco · d2 alfiere del nero · e2 re del bianco | e8 torre del nero · g8 alfiere del nero · h8 donna del bianco · a7 alfiere del bianco · b7 pedone del nero · d7 cavallo del bianco · e7 pedone del nero · a6 torre del bianco · c6 pedone del bianco · d6 pedone del nero · d5 re del nero · f5 alfiere del bianco · g5 pedone del nero · b4 pedone del nero · d4 pedone del bianco · g4 torre del bianco · h4 pedone del nero · a3 cavallo del nero · b3 pedone del bianco · d3 cavallo del bianco · d2 alfiere del nero · e2 re del bianco | 8 |
| 7 | e8 torre del nero · g8 alfiere del nero · h8 donna del bianco · a7 alfiere del bianco · b7 pedone del nero · d7 cavallo del bianco · e7 pedone del nero · a6 torre del bianco · c6 pedone del bianco · d6 pedone del nero · d5 re del nero · f5 alfiere del bianco · g5 pedone del nero · b4 pedone del nero · d4 pedone del bianco · g4 torre del bianco · h4 pedone del nero · a3 cavallo del nero · b3 pedone del bianco · d3 cavallo del bianco · d2 alfiere del nero · e2 re del bianco | e8 torre del nero · g8 alfiere del nero · h8 donna del bianco · a7 alfiere del bianco · b7 pedone del nero · d7 cavallo del bianco · e7 pedone del nero · a6 torre del bianco · c6 pedone del bianco · d6 pedone del nero · d5 re del nero · f5 alfiere del bianco · g5 pedone del nero · b4 pedone del nero · d4 pedone del bianco · g4 torre del bianco · h4 pedone del nero · a3 cavallo del nero · b3 pedone del bianco · d3 cavallo del bianco · d2 alfiere del nero · e2 re del bianco | e8 torre del nero · g8 alfiere del nero · h8 donna del bianco · a7 alfiere del bianco · b7 pedone del nero · d7 cavallo del bianco · e7 pedone del nero · a6 torre del bianco · c6 pedone del bianco · d6 pedone del nero · d5 re del nero · f5 alfiere del bianco · g5 pedone del nero · b4 pedone del nero · d4 pedone del bianco · g4 torre del bianco · h4 pedone del nero · a3 cavallo del nero · b3 pedone del bianco · d3 cavallo del bianco · d2 alfiere del nero · e2 re del bianco | e8 torre del nero · g8 alfiere del nero · h8 donna del bianco · a7 alfiere del bianco · b7 pedone del nero · d7 cavallo del bianco · e7 pedone del nero · a6 torre del bianco · c6 pedone del bianco · d6 pedone del nero · d5 re del nero · f5 alfiere del bianco · g5 pedone del nero · b4 pedone del nero · d4 pedone del bianco · g4 torre del bianco · h4 pedone del nero · a3 cavallo del nero · b3 pedone del bianco · d3 cavallo del bianco · d2 alfiere del nero · e2 re del bianco | e8 torre del nero · g8 alfiere del nero · h8 donna del bianco · a7 alfiere del bianco · b7 pedone del nero · d7 cavallo del bianco · e7 pedone del nero · a6 torre del bianco · c6 pedone del bianco · d6 pedone del nero · d5 re del nero · f5 alfiere del bianco · g5 pedone del nero · b4 pedone del nero · d4 pedone del bianco · g4 torre del bianco · h4 pedone del nero · a3 cavallo del nero · b3 pedone del bianco · d3 cavallo del bianco · d2 alfiere del nero · e2 re del bianco | e8 torre del nero · g8 alfiere del nero · h8 donna del bianco · a7 alfiere del bianco · b7 pedone del nero · d7 cavallo del bianco · e7 pedone del nero · a6 torre del bianco · c6 pedone del bianco · d6 pedone del nero · d5 re del nero · f5 alfiere del bianco · g5 pedone del nero · b4 pedone del nero · d4 pedone del bianco · g4 torre del bianco · h4 pedone del nero · a3 cavallo del nero · b3 pedone del bianco · d3 cavallo del bianco · d2 alfiere del nero · e2 re del bianco | e8 torre del nero · g8 alfiere del nero · h8 donna del bianco · a7 alfiere del bianco · b7 pedone del nero · d7 cavallo del bianco · e7 pedone del nero · a6 torre del bianco · c6 pedone del bianco · d6 pedone del nero · d5 re del nero · f5 alfiere del bianco · g5 pedone del nero · b4 pedone del nero · d4 pedone del bianco · g4 torre del bianco · h4 pedone del nero · a3 cavallo del nero · b3 pedone del bianco · d3 cavallo del bianco · d2 alfiere del nero · e2 re del bianco | e8 torre del nero · g8 alfiere del nero · h8 donna del bianco · a7 alfiere del bianco · b7 pedone del nero · d7 cavallo del bianco · e7 pedone del nero · a6 torre del bianco · c6 pedone del bianco · d6 pedone del nero · d5 re del nero · f5 alfiere del bianco · g5 pedone del nero · b4 pedone del nero · d4 pedone del bianco · g4 torre del bianco · h4 pedone del nero · a3 cavallo del nero · b3 pedone del bianco · d3 cavallo del bianco · d2 alfiere del nero · e2 re del bianco | 7 |
| 6 | e8 torre del nero · g8 alfiere del nero · h8 donna del bianco · a7 alfiere del bianco · b7 pedone del nero · d7 cavallo del bianco · e7 pedone del nero · a6 torre del bianco · c6 pedone del bianco · d6 pedone del nero · d5 re del nero · f5 alfiere del bianco · g5 pedone del nero · b4 pedone del nero · d4 pedone del bianco · g4 torre del bianco · h4 pedone del nero · a3 cavallo del nero · b3 pedone del bianco · d3 cavallo del bianco · d2 alfiere del nero · e2 re del bianco | e8 torre del nero · g8 alfiere del nero · h8 donna del bianco · a7 alfiere del bianco · b7 pedone del nero · d7 cavallo del bianco · e7 pedone del nero · a6 torre del bianco · c6 pedone del bianco · d6 pedone del nero · d5 re del nero · f5 alfiere del bianco · g5 pedone del nero · b4 pedone del nero · d4 pedone del bianco · g4 torre del bianco · h4 pedone del nero · a3 cavallo del nero · b3 pedone del bianco · d3 cavallo del bianco · d2 alfiere del nero · e2 re del bianco | e8 torre del nero · g8 alfiere del nero · h8 donna del bianco · a7 alfiere del bianco · b7 pedone del nero · d7 cavallo del bianco · e7 pedone del nero · a6 torre del bianco · c6 pedone del bianco · d6 pedone del nero · d5 re del nero · f5 alfiere del bianco · g5 pedone del nero · b4 pedone del nero · d4 pedone del bianco · g4 torre del bianco · h4 pedone del nero · a3 cavallo del nero · b3 pedone del bianco · d3 cavallo del bianco · d2 alfiere del nero · e2 re del bianco | e8 torre del nero · g8 alfiere del nero · h8 donna del bianco · a7 alfiere del bianco · b7 pedone del nero · d7 cavallo del bianco · e7 pedone del nero · a6 torre del bianco · c6 pedone del bianco · d6 pedone del nero · d5 re del nero · f5 alfiere del bianco · g5 pedone del nero · b4 pedone del nero · d4 pedone del bianco · g4 torre del bianco · h4 pedone del nero · a3 cavallo del nero · b3 pedone del bianco · d3 cavallo del bianco · d2 alfiere del nero · e2 re del bianco | e8 torre del nero · g8 alfiere del nero · h8 donna del bianco · a7 alfiere del bianco · b7 pedone del nero · d7 cavallo del bianco · e7 pedone del nero · a6 torre del bianco · c6 pedone del bianco · d6 pedone del nero · d5 re del nero · f5 alfiere del bianco · g5 pedone del nero · b4 pedone del nero · d4 pedone del bianco · g4 torre del bianco · h4 pedone del nero · a3 cavallo del nero · b3 pedone del bianco · d3 cavallo del bianco · d2 alfiere del nero · e2 re del bianco | e8 torre del nero · g8 alfiere del nero · h8 donna del bianco · a7 alfiere del bianco · b7 pedone del nero · d7 cavallo del bianco · e7 pedone del nero · a6 torre del bianco · c6 pedone del bianco · d6 pedone del nero · d5 re del nero · f5 alfiere del bianco · g5 pedone del nero · b4 pedone del nero · d4 pedone del bianco · g4 torre del bianco · h4 pedone del nero · a3 cavallo del nero · b3 pedone del bianco · d3 cavallo del bianco · d2 alfiere del nero · e2 re del bianco | e8 torre del nero · g8 alfiere del nero · h8 donna del bianco · a7 alfiere del bianco · b7 pedone del nero · d7 cavallo del bianco · e7 pedone del nero · a6 torre del bianco · c6 pedone del bianco · d6 pedone del nero · d5 re del nero · f5 alfiere del bianco · g5 pedone del nero · b4 pedone del nero · d4 pedone del bianco · g4 torre del bianco · h4 pedone del nero · a3 cavallo del nero · b3 pedone del bianco · d3 cavallo del bianco · d2 alfiere del nero · e2 re del bianco | e8 torre del nero · g8 alfiere del nero · h8 donna del bianco · a7 alfiere del bianco · b7 pedone del nero · d7 cavallo del bianco · e7 pedone del nero · a6 torre del bianco · c6 pedone del bianco · d6 pedone del nero · d5 re del nero · f5 alfiere del bianco · g5 pedone del nero · b4 pedone del nero · d4 pedone del bianco · g4 torre del bianco · h4 pedone del nero · a3 cavallo del nero · b3 pedone del bianco · d3 cavallo del bianco · d2 alfiere del nero · e2 re del bianco | 6 |
| 5 | e8 torre del nero · g8 alfiere del nero · h8 donna del bianco · a7 alfiere del bianco · b7 pedone del nero · d7 cavallo del bianco · e7 pedone del nero · a6 torre del bianco · c6 pedone del bianco · d6 pedone del nero · d5 re del nero · f5 alfiere del bianco · g5 pedone del nero · b4 pedone del nero · d4 pedone del bianco · g4 torre del bianco · h4 pedone del nero · a3 cavallo del nero · b3 pedone del bianco · d3 cavallo del bianco · d2 alfiere del nero · e2 re del bianco | e8 torre del nero · g8 alfiere del nero · h8 donna del bianco · a7 alfiere del bianco · b7 pedone del nero · d7 cavallo del bianco · e7 pedone del nero · a6 torre del bianco · c6 pedone del bianco · d6 pedone del nero · d5 re del nero · f5 alfiere del bianco · g5 pedone del nero · b4 pedone del nero · d4 pedone del bianco · g4 torre del bianco · h4 pedone del nero · a3 cavallo del nero · b3 pedone del bianco · d3 cavallo del bianco · d2 alfiere del nero · e2 re del bianco | e8 torre del nero · g8 alfiere del nero · h8 donna del bianco · a7 alfiere del bianco · b7 pedone del nero · d7 cavallo del bianco · e7 pedone del nero · a6 torre del bianco · c6 pedone del bianco · d6 pedone del nero · d5 re del nero · f5 alfiere del bianco · g5 pedone del nero · b4 pedone del nero · d4 pedone del bianco · g4 torre del bianco · h4 pedone del nero · a3 cavallo del nero · b3 pedone del bianco · d3 cavallo del bianco · d2 alfiere del nero · e2 re del bianco | e8 torre del nero · g8 alfiere del nero · h8 donna del bianco · a7 alfiere del bianco · b7 pedone del nero · d7 cavallo del bianco · e7 pedone del nero · a6 torre del bianco · c6 pedone del bianco · d6 pedone del nero · d5 re del nero · f5 alfiere del bianco · g5 pedone del nero · b4 pedone del nero · d4 pedone del bianco · g4 torre del bianco · h4 pedone del nero · a3 cavallo del nero · b3 pedone del bianco · d3 cavallo del bianco · d2 alfiere del nero · e2 re del bianco | e8 torre del nero · g8 alfiere del nero · h8 donna del bianco · a7 alfiere del bianco · b7 pedone del nero · d7 cavallo del bianco · e7 pedone del nero · a6 torre del bianco · c6 pedone del bianco · d6 pedone del nero · d5 re del nero · f5 alfiere del bianco · g5 pedone del nero · b4 pedone del nero · d4 pedone del bianco · g4 torre del bianco · h4 pedone del nero · a3 cavallo del nero · b3 pedone del bianco · d3 cavallo del bianco · d2 alfiere del nero · e2 re del bianco | e8 torre del nero · g8 alfiere del nero · h8 donna del bianco · a7 alfiere del bianco · b7 pedone del nero · d7 cavallo del bianco · e7 pedone del nero · a6 torre del bianco · c6 pedone del bianco · d6 pedone del nero · d5 re del nero · f5 alfiere del bianco · g5 pedone del nero · b4 pedone del nero · d4 pedone del bianco · g4 torre del bianco · h4 pedone del nero · a3 cavallo del nero · b3 pedone del bianco · d3 cavallo del bianco · d2 alfiere del nero · e2 re del bianco | e8 torre del nero · g8 alfiere del nero · h8 donna del bianco · a7 alfiere del bianco · b7 pedone del nero · d7 cavallo del bianco · e7 pedone del nero · a6 torre del bianco · c6 pedone del bianco · d6 pedone del nero · d5 re del nero · f5 alfiere del bianco · g5 pedone del nero · b4 pedone del nero · d4 pedone del bianco · g4 torre del bianco · h4 pedone del nero · a3 cavallo del nero · b3 pedone del bianco · d3 cavallo del bianco · d2 alfiere del nero · e2 re del bianco | e8 torre del nero · g8 alfiere del nero · h8 donna del bianco · a7 alfiere del bianco · b7 pedone del nero · d7 cavallo del bianco · e7 pedone del nero · a6 torre del bianco · c6 pedone del bianco · d6 pedone del nero · d5 re del nero · f5 alfiere del bianco · g5 pedone del nero · b4 pedone del nero · d4 pedone del bianco · g4 torre del bianco · h4 pedone del nero · a3 cavallo del nero · b3 pedone del bianco · d3 cavallo del bianco · d2 alfiere del nero · e2 re del bianco | 5 |
| 4 | e8 torre del nero · g8 alfiere del nero · h8 donna del bianco · a7 alfiere del bianco · b7 pedone del nero · d7 cavallo del bianco · e7 pedone del nero · a6 torre del bianco · c6 pedone del bianco · d6 pedone del nero · d5 re del nero · f5 alfiere del bianco · g5 pedone del nero · b4 pedone del nero · d4 pedone del bianco · g4 torre del bianco · h4 pedone del nero · a3 cavallo del nero · b3 pedone del bianco · d3 cavallo del bianco · d2 alfiere del nero · e2 re del bianco | e8 torre del nero · g8 alfiere del nero · h8 donna del bianco · a7 alfiere del bianco · b7 pedone del nero · d7 cavallo del bianco · e7 pedone del nero · a6 torre del bianco · c6 pedone del bianco · d6 pedone del nero · d5 re del nero · f5 alfiere del bianco · g5 pedone del nero · b4 pedone del nero · d4 pedone del bianco · g4 torre del bianco · h4 pedone del nero · a3 cavallo del nero · b3 pedone del bianco · d3 cavallo del bianco · d2 alfiere del nero · e2 re del bianco | e8 torre del nero · g8 alfiere del nero · h8 donna del bianco · a7 alfiere del bianco · b7 pedone del nero · d7 cavallo del bianco · e7 pedone del nero · a6 torre del bianco · c6 pedone del bianco · d6 pedone del nero · d5 re del nero · f5 alfiere del bianco · g5 pedone del nero · b4 pedone del nero · d4 pedone del bianco · g4 torre del bianco · h4 pedone del nero · a3 cavallo del nero · b3 pedone del bianco · d3 cavallo del bianco · d2 alfiere del nero · e2 re del bianco | e8 torre del nero · g8 alfiere del nero · h8 donna del bianco · a7 alfiere del bianco · b7 pedone del nero · d7 cavallo del bianco · e7 pedone del nero · a6 torre del bianco · c6 pedone del bianco · d6 pedone del nero · d5 re del nero · f5 alfiere del bianco · g5 pedone del nero · b4 pedone del nero · d4 pedone del bianco · g4 torre del bianco · h4 pedone del nero · a3 cavallo del nero · b3 pedone del bianco · d3 cavallo del bianco · d2 alfiere del nero · e2 re del bianco | e8 torre del nero · g8 alfiere del nero · h8 donna del bianco · a7 alfiere del bianco · b7 pedone del nero · d7 cavallo del bianco · e7 pedone del nero · a6 torre del bianco · c6 pedone del bianco · d6 pedone del nero · d5 re del nero · f5 alfiere del bianco · g5 pedone del nero · b4 pedone del nero · d4 pedone del bianco · g4 torre del bianco · h4 pedone del nero · a3 cavallo del nero · b3 pedone del bianco · d3 cavallo del bianco · d2 alfiere del nero · e2 re del bianco | e8 torre del nero · g8 alfiere del nero · h8 donna del bianco · a7 alfiere del bianco · b7 pedone del nero · d7 cavallo del bianco · e7 pedone del nero · a6 torre del bianco · c6 pedone del bianco · d6 pedone del nero · d5 re del nero · f5 alfiere del bianco · g5 pedone del nero · b4 pedone del nero · d4 pedone del bianco · g4 torre del bianco · h4 pedone del nero · a3 cavallo del nero · b3 pedone del bianco · d3 cavallo del bianco · d2 alfiere del nero · e2 re del bianco | e8 torre del nero · g8 alfiere del nero · h8 donna del bianco · a7 alfiere del bianco · b7 pedone del nero · d7 cavallo del bianco · e7 pedone del nero · a6 torre del bianco · c6 pedone del bianco · d6 pedone del nero · d5 re del nero · f5 alfiere del bianco · g5 pedone del nero · b4 pedone del nero · d4 pedone del bianco · g4 torre del bianco · h4 pedone del nero · a3 cavallo del nero · b3 pedone del bianco · d3 cavallo del bianco · d2 alfiere del nero · e2 re del bianco | e8 torre del nero · g8 alfiere del nero · h8 donna del bianco · a7 alfiere del bianco · b7 pedone del nero · d7 cavallo del bianco · e7 pedone del nero · a6 torre del bianco · c6 pedone del bianco · d6 pedone del nero · d5 re del nero · f5 alfiere del bianco · g5 pedone del nero · b4 pedone del nero · d4 pedone del bianco · g4 torre del bianco · h4 pedone del nero · a3 cavallo del nero · b3 pedone del bianco · d3 cavallo del bianco · d2 alfiere del nero · e2 re del bianco | 4 |
| 3 | e8 torre del nero · g8 alfiere del nero · h8 donna del bianco · a7 alfiere del bianco · b7 pedone del nero · d7 cavallo del bianco · e7 pedone del nero · a6 torre del bianco · c6 pedone del bianco · d6 pedone del nero · d5 re del nero · f5 alfiere del bianco · g5 pedone del nero · b4 pedone del nero · d4 pedone del bianco · g4 torre del bianco · h4 pedone del nero · a3 cavallo del nero · b3 pedone del bianco · d3 cavallo del bianco · d2 alfiere del nero · e2 re del bianco | e8 torre del nero · g8 alfiere del nero · h8 donna del bianco · a7 alfiere del bianco · b7 pedone del nero · d7 cavallo del bianco · e7 pedone del nero · a6 torre del bianco · c6 pedone del bianco · d6 pedone del nero · d5 re del nero · f5 alfiere del bianco · g5 pedone del nero · b4 pedone del nero · d4 pedone del bianco · g4 torre del bianco · h4 pedone del nero · a3 cavallo del nero · b3 pedone del bianco · d3 cavallo del bianco · d2 alfiere del nero · e2 re del bianco | e8 torre del nero · g8 alfiere del nero · h8 donna del bianco · a7 alfiere del bianco · b7 pedone del nero · d7 cavallo del bianco · e7 pedone del nero · a6 torre del bianco · c6 pedone del bianco · d6 pedone del nero · d5 re del nero · f5 alfiere del bianco · g5 pedone del nero · b4 pedone del nero · d4 pedone del bianco · g4 torre del bianco · h4 pedone del nero · a3 cavallo del nero · b3 pedone del bianco · d3 cavallo del bianco · d2 alfiere del nero · e2 re del bianco | e8 torre del nero · g8 alfiere del nero · h8 donna del bianco · a7 alfiere del bianco · b7 pedone del nero · d7 cavallo del bianco · e7 pedone del nero · a6 torre del bianco · c6 pedone del bianco · d6 pedone del nero · d5 re del nero · f5 alfiere del bianco · g5 pedone del nero · b4 pedone del nero · d4 pedone del bianco · g4 torre del bianco · h4 pedone del nero · a3 cavallo del nero · b3 pedone del bianco · d3 cavallo del bianco · d2 alfiere del nero · e2 re del bianco | e8 torre del nero · g8 alfiere del nero · h8 donna del bianco · a7 alfiere del bianco · b7 pedone del nero · d7 cavallo del bianco · e7 pedone del nero · a6 torre del bianco · c6 pedone del bianco · d6 pedone del nero · d5 re del nero · f5 alfiere del bianco · g5 pedone del nero · b4 pedone del nero · d4 pedone del bianco · g4 torre del bianco · h4 pedone del nero · a3 cavallo del nero · b3 pedone del bianco · d3 cavallo del bianco · d2 alfiere del nero · e2 re del bianco | e8 torre del nero · g8 alfiere del nero · h8 donna del bianco · a7 alfiere del bianco · b7 pedone del nero · d7 cavallo del bianco · e7 pedone del nero · a6 torre del bianco · c6 pedone del bianco · d6 pedone del nero · d5 re del nero · f5 alfiere del bianco · g5 pedone del nero · b4 pedone del nero · d4 pedone del bianco · g4 torre del bianco · h4 pedone del nero · a3 cavallo del nero · b3 pedone del bianco · d3 cavallo del bianco · d2 alfiere del nero · e2 re del bianco | e8 torre del nero · g8 alfiere del nero · h8 donna del bianco · a7 alfiere del bianco · b7 pedone del nero · d7 cavallo del bianco · e7 pedone del nero · a6 torre del bianco · c6 pedone del bianco · d6 pedone del nero · d5 re del nero · f5 alfiere del bianco · g5 pedone del nero · b4 pedone del nero · d4 pedone del bianco · g4 torre del bianco · h4 pedone del nero · a3 cavallo del nero · b3 pedone del bianco · d3 cavallo del bianco · d2 alfiere del nero · e2 re del bianco | e8 torre del nero · g8 alfiere del nero · h8 donna del bianco · a7 alfiere del bianco · b7 pedone del nero · d7 cavallo del bianco · e7 pedone del nero · a6 torre del bianco · c6 pedone del bianco · d6 pedone del nero · d5 re del nero · f5 alfiere del bianco · g5 pedone del nero · b4 pedone del nero · d4 pedone del bianco · g4 torre del bianco · h4 pedone del nero · a3 cavallo del nero · b3 pedone del bianco · d3 cavallo del bianco · d2 alfiere del nero · e2 re del bianco | 3 |
| 2 | e8 torre del nero · g8 alfiere del nero · h8 donna del bianco · a7 alfiere del bianco · b7 pedone del nero · d7 cavallo del bianco · e7 pedone del nero · a6 torre del bianco · c6 pedone del bianco · d6 pedone del nero · d5 re del nero · f5 alfiere del bianco · g5 pedone del nero · b4 pedone del nero · d4 pedone del bianco · g4 torre del bianco · h4 pedone del nero · a3 cavallo del nero · b3 pedone del bianco · d3 cavallo del bianco · d2 alfiere del nero · e2 re del bianco | e8 torre del nero · g8 alfiere del nero · h8 donna del bianco · a7 alfiere del bianco · b7 pedone del nero · d7 cavallo del bianco · e7 pedone del nero · a6 torre del bianco · c6 pedone del bianco · d6 pedone del nero · d5 re del nero · f5 alfiere del bianco · g5 pedone del nero · b4 pedone del nero · d4 pedone del bianco · g4 torre del bianco · h4 pedone del nero · a3 cavallo del nero · b3 pedone del bianco · d3 cavallo del bianco · d2 alfiere del nero · e2 re del bianco | e8 torre del nero · g8 alfiere del nero · h8 donna del bianco · a7 alfiere del bianco · b7 pedone del nero · d7 cavallo del bianco · e7 pedone del nero · a6 torre del bianco · c6 pedone del bianco · d6 pedone del nero · d5 re del nero · f5 alfiere del bianco · g5 pedone del nero · b4 pedone del nero · d4 pedone del bianco · g4 torre del bianco · h4 pedone del nero · a3 cavallo del nero · b3 pedone del bianco · d3 cavallo del bianco · d2 alfiere del nero · e2 re del bianco | e8 torre del nero · g8 alfiere del nero · h8 donna del bianco · a7 alfiere del bianco · b7 pedone del nero · d7 cavallo del bianco · e7 pedone del nero · a6 torre del bianco · c6 pedone del bianco · d6 pedone del nero · d5 re del nero · f5 alfiere del bianco · g5 pedone del nero · b4 pedone del nero · d4 pedone del bianco · g4 torre del bianco · h4 pedone del nero · a3 cavallo del nero · b3 pedone del bianco · d3 cavallo del bianco · d2 alfiere del nero · e2 re del bianco | e8 torre del nero · g8 alfiere del nero · h8 donna del bianco · a7 alfiere del bianco · b7 pedone del nero · d7 cavallo del bianco · e7 pedone del nero · a6 torre del bianco · c6 pedone del bianco · d6 pedone del nero · d5 re del nero · f5 alfiere del bianco · g5 pedone del nero · b4 pedone del nero · d4 pedone del bianco · g4 torre del bianco · h4 pedone del nero · a3 cavallo del nero · b3 pedone del bianco · d3 cavallo del bianco · d2 alfiere del nero · e2 re del bianco | e8 torre del nero · g8 alfiere del nero · h8 donna del bianco · a7 alfiere del bianco · b7 pedone del nero · d7 cavallo del bianco · e7 pedone del nero · a6 torre del bianco · c6 pedone del bianco · d6 pedone del nero · d5 re del nero · f5 alfiere del bianco · g5 pedone del nero · b4 pedone del nero · d4 pedone del bianco · g4 torre del bianco · h4 pedone del nero · a3 cavallo del nero · b3 pedone del bianco · d3 cavallo del bianco · d2 alfiere del nero · e2 re del bianco | e8 torre del nero · g8 alfiere del nero · h8 donna del bianco · a7 alfiere del bianco · b7 pedone del nero · d7 cavallo del bianco · e7 pedone del nero · a6 torre del bianco · c6 pedone del bianco · d6 pedone del nero · d5 re del nero · f5 alfiere del bianco · g5 pedone del nero · b4 pedone del nero · d4 pedone del bianco · g4 torre del bianco · h4 pedone del nero · a3 cavallo del nero · b3 pedone del bianco · d3 cavallo del bianco · d2 alfiere del nero · e2 re del bianco | e8 torre del nero · g8 alfiere del nero · h8 donna del bianco · a7 alfiere del bianco · b7 pedone del nero · d7 cavallo del bianco · e7 pedone del nero · a6 torre del bianco · c6 pedone del bianco · d6 pedone del nero · d5 re del nero · f5 alfiere del bianco · g5 pedone del nero · b4 pedone del nero · d4 pedone del bianco · g4 torre del bianco · h4 pedone del nero · a3 cavallo del nero · b3 pedone del bianco · d3 cavallo del bianco · d2 alfiere del nero · e2 re del bianco | 2 |
| 1 | e8 torre del nero · g8 alfiere del nero · h8 donna del bianco · a7 alfiere del bianco · b7 pedone del nero · d7 cavallo del bianco · e7 pedone del nero · a6 torre del bianco · c6 pedone del bianco · d6 pedone del nero · d5 re del nero · f5 alfiere del bianco · g5 pedone del nero · b4 pedone del nero · d4 pedone del bianco · g4 torre del bianco · h4 pedone del nero · a3 cavallo del nero · b3 pedone del bianco · d3 cavallo del bianco · d2 alfiere del nero · e2 re del bianco | e8 torre del nero · g8 alfiere del nero · h8 donna del bianco · a7 alfiere del bianco · b7 pedone del nero · d7 cavallo del bianco · e7 pedone del nero · a6 torre del bianco · c6 pedone del bianco · d6 pedone del nero · d5 re del nero · f5 alfiere del bianco · g5 pedone del nero · b4 pedone del nero · d4 pedone del bianco · g4 torre del bianco · h4 pedone del nero · a3 cavallo del nero · b3 pedone del bianco · d3 cavallo del bianco · d2 alfiere del nero · e2 re del bianco | e8 torre del nero · g8 alfiere del nero · h8 donna del bianco · a7 alfiere del bianco · b7 pedone del nero · d7 cavallo del bianco · e7 pedone del nero · a6 torre del bianco · c6 pedone del bianco · d6 pedone del nero · d5 re del nero · f5 alfiere del bianco · g5 pedone del nero · b4 pedone del nero · d4 pedone del bianco · g4 torre del bianco · h4 pedone del nero · a3 cavallo del nero · b3 pedone del bianco · d3 cavallo del bianco · d2 alfiere del nero · e2 re del bianco | e8 torre del nero · g8 alfiere del nero · h8 donna del bianco · a7 alfiere del bianco · b7 pedone del nero · d7 cavallo del bianco · e7 pedone del nero · a6 torre del bianco · c6 pedone del bianco · d6 pedone del nero · d5 re del nero · f5 alfiere del bianco · g5 pedone del nero · b4 pedone del nero · d4 pedone del bianco · g4 torre del bianco · h4 pedone del nero · a3 cavallo del nero · b3 pedone del bianco · d3 cavallo del bianco · d2 alfiere del nero · e2 re del bianco | e8 torre del nero · g8 alfiere del nero · h8 donna del bianco · a7 alfiere del bianco · b7 pedone del nero · d7 cavallo del bianco · e7 pedone del nero · a6 torre del bianco · c6 pedone del bianco · d6 pedone del nero · d5 re del nero · f5 alfiere del bianco · g5 pedone del nero · b4 pedone del nero · d4 pedone del bianco · g4 torre del bianco · h4 pedone del nero · a3 cavallo del nero · b3 pedone del bianco · d3 cavallo del bianco · d2 alfiere del nero · e2 re del bianco | e8 torre del nero · g8 alfiere del nero · h8 donna del bianco · a7 alfiere del bianco · b7 pedone del nero · d7 cavallo del bianco · e7 pedone del nero · a6 torre del bianco · c6 pedone del bianco · d6 pedone del nero · d5 re del nero · f5 alfiere del bianco · g5 pedone del nero · b4 pedone del nero · d4 pedone del bianco · g4 torre del bianco · h4 pedone del nero · a3 cavallo del nero · b3 pedone del bianco · d3 cavallo del bianco · d2 alfiere del nero · e2 re del bianco | e8 torre del nero · g8 alfiere del nero · h8 donna del bianco · a7 alfiere del bianco · b7 pedone del nero · d7 cavallo del bianco · e7 pedone del nero · a6 torre del bianco · c6 pedone del bianco · d6 pedone del nero · d5 re del nero · f5 alfiere del bianco · g5 pedone del nero · b4 pedone del nero · d4 pedone del bianco · g4 torre del bianco · h4 pedone del nero · a3 cavallo del nero · b3 pedone del bianco · d3 cavallo del bianco · d2 alfiere del nero · e2 re del bianco | e8 torre del nero · g8 alfiere del nero · h8 donna del bianco · a7 alfiere del bianco · b7 pedone del nero · d7 cavallo del bianco · e7 pedone del nero · a6 torre del bianco · c6 pedone del bianco · d6 pedone del nero · d5 re del nero · f5 alfiere del bianco · g5 pedone del nero · b4 pedone del nero · d4 pedone del bianco · g4 torre del bianco · h4 pedone del nero · a3 cavallo del nero · b3 pedone del bianco · d3 cavallo del bianco · d2 alfiere del nero · e2 re del bianco | 1 |
|   | a | b | c | d | e | f | g | h |   |

Soluzione:
Tentativi:

1. Dh6? (2. Ae4#), sventa 1... b6!
1. C7c5? (2. Ae4#), sventa 1... e5!
1. C3e5? (2. Nb6#), sventa 1... Af4!
Chiave:  1. C3c5!  (2. Be4#)

1... e5  2. Cf6#

1... dxc5  2. De5#